# La Toya Jackson (album)
La Toya Jackson è l'album di debutto della cantautrice e ballerina statunitense La Toya Jackson, pubblicato nel 1980. Il disco fu ristampato su CD il 22 maggio 2006 dalla Cherry Pop Records.

## Descrizione
Per distinguersi dai suoi famosi fratelli, i Jacksons, LaToya volle solo il suo nome sulla copertina.

## Accoglienza e successo commerciale
Il disco raggiunse la posizione numero 116 della classifica generale di Billboard, la 26ª nella classifica rhythm and blues di Billboard e la 178ª nel Regno Unito. Ne furono estratti i due singoli If You Feel the Funk e Night Time Lover.
If You Feel the Funk conquistò il 101º posto nella classifica dei singoli di Billboard, ma si accaparrò il 17º in quella dance e il 40º in quella rhythm and blues. Raggiunse anche la 42ª posizione in Germania e la 18ª nei Paesi Bassi. Il seguente Night Time Lover non ottenne molta attenzione nonostante vi comparisse la voce del fratello Michael, il quale in quel periodo stava ricevendo apprezzamenti dalla critica e dal pubblico per il suo album Off the Wall. Comunque si aggiudicò il 59º posto nella classifica rhythm and blues di Billboard.

## Critica
Nella sua recensione l’Evening Independent disse che la Jackson aveva "una voce attraente e piacevole che è matura e controllata". Allmusic affermò che la cantante "ha un ovvio entusiasmo per le canzoni che affiora considerevolmente. Questo fattore, insieme al buon insieme di musicisti e ad alcuni brani di rilievo, rendono questo lavoro complessivamente godibile".

## Tracce
1. If You Feel the Funk – 6:26 (Dorie Pride, Kamau Peterson, Ollie E. Brown)
2. Save Your Love – 5:09 (Carolyn Johns, Larry Farrow)
3. My Love Has Passed You by – 4:46 (Dorie Pride, Kamau Peterson, Ollie E. Brown)
4. Are You Ready? – 5:32 (Billy Ocean, Ken Gold, Ollie E. Brown)
5. Night Time Lover – 4:49 (La Toya Jackson, Michael Jackson)
6. A Taste of You (Is a Taste of Love) – 5:39 (Ernie Smith, Greg Perry, Terry Harrison, Ollie E. Brown)
7. Lovely Is She – 4:40 (Janet Jackson, La Toya Jackson)
8. If I Ain't Got It – 3:18 (Carolyn Johns)